# Orthozetes depilatus
Orthozetes depilatus är en kvalsterart som beskrevs av Balogh 1968. Orthozetes depilatus ingår i släktet Orthozetes och familjen Microzetidae. Inga underarter finns listade i Catalogue of Life.